# Tháp quan sát Wielka Sowa
Tháp quan sát Wielka Sowa là một tháp quan sát được xây dựng trên đỉnh của dãy núi Góry Sowie (cao 1015 m so với mực nước biển), nằm phía tây nam của Ba Lan, thuộc tỉnh Dolnośląskie. Tháp quan sát này cũng là một dạng của tháp Bismarck, được tạo ra để tưởng nhớ tướng Otto von Bismarck.

## Lịch sử
Tòa tháp trên Wielka Sowie đứng ở độ cao 1015 mét so với mực nước biển. Nó được xây dựng vào năm 1905, theo sáng kiến của Hiệp hội Sowiogórski từ Dzierżoniów, bản thiết kế được thực hiện bởi kiến trúc sư Henning, và được chịu trách nhiệm xây dựng bởi hai thợ có tay nghề cao là Bastänier & George. Tòa tháp được khai trương vào 24 tháng 5 năm 1906. Sau chiến tranh thế giới thứ hai, tòa tháp được đặt tên đầu tiên theo tên của tướng Władysław Sikorski, và sau đó là Mieczysław Orłowicz. Một thời gian sau, tòa tháp xuống cấp nghiêm trọng, và phải nhờ những nỗ lực của hội đồng xã Pieszyce, nó đã được cải tạo và tu bổ. Ngày 16 tháng 6 năm 2006, tòa tháp được cải tạo đẹp mắt trên Wielka Sowa đã chính thức khai trương vào kỷ niệm 100 năm xây dựng.

## Điểm đáng chú ý
Tòa tháp này là 1 trong 7 tòa tháp trên dãy núi Góry Sowie, tuy nhiên nó được đánh giá là tòa tháp đẹp nhất, bên cạnh tòa tháp  Kalenica - vẫn tồn tại cho đến ngày nay.
Tòa tháp cao 25 m, ở tầng trệt có một hội trường tưởng niệm với bức tượng Bismarck do nhà điêu khắc Harro Magnussen thực hiện. Ba cửa sổ của nó có kính màu với các họa tiết đặc sắc. Chi phí xây dựng là khoảng 20000 marek (một đơn vị tiền tệ của Đức từ năm 1873). Chi phi cải tạo bởi xã Pieszyce trị giá 250.000 PLN.
Khi đứng trên đài quan sát, có thể nhìn thấy thung lũng Pieszyce và Dzierżoniowska.

## Thư viện ảnh

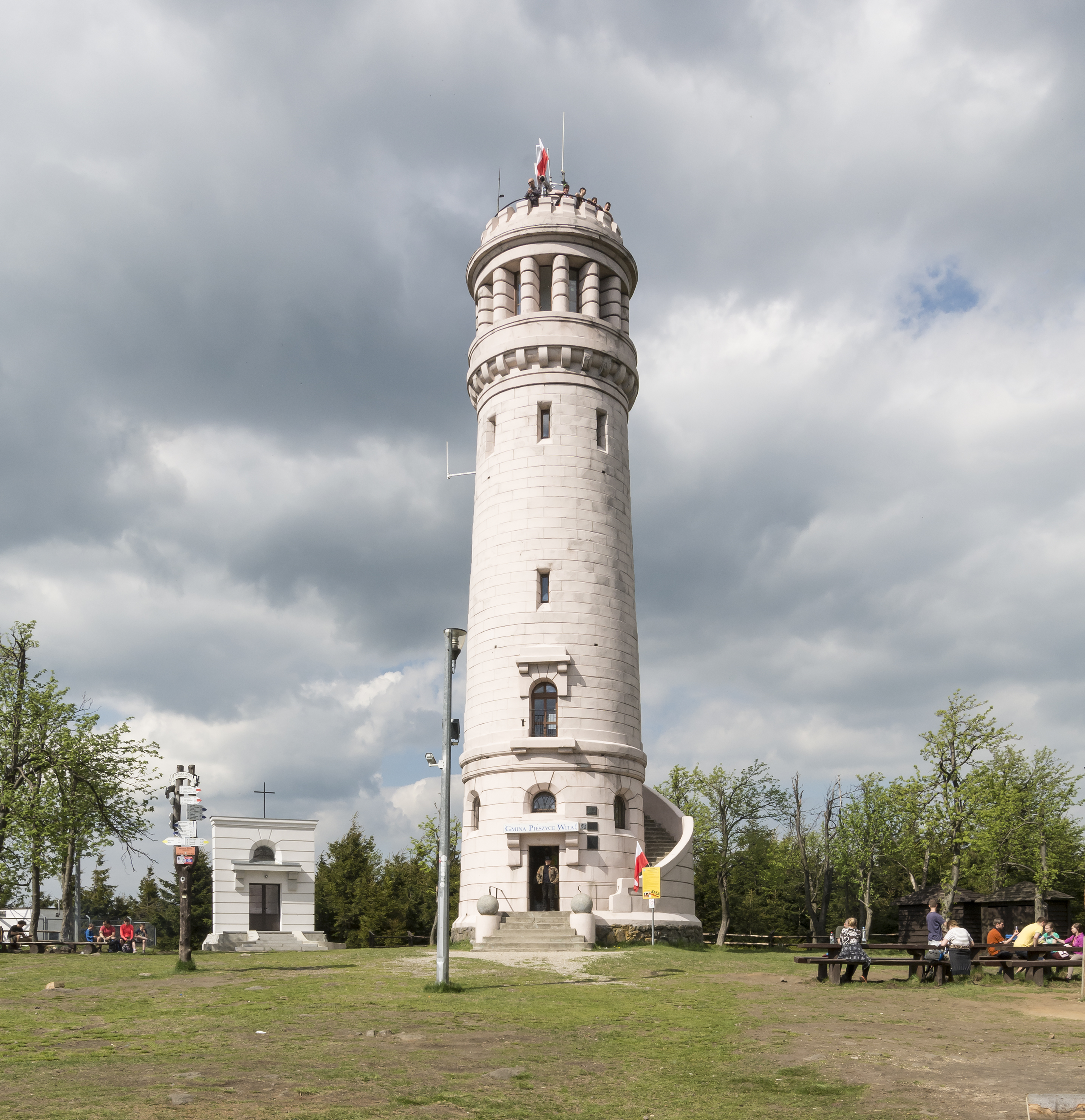
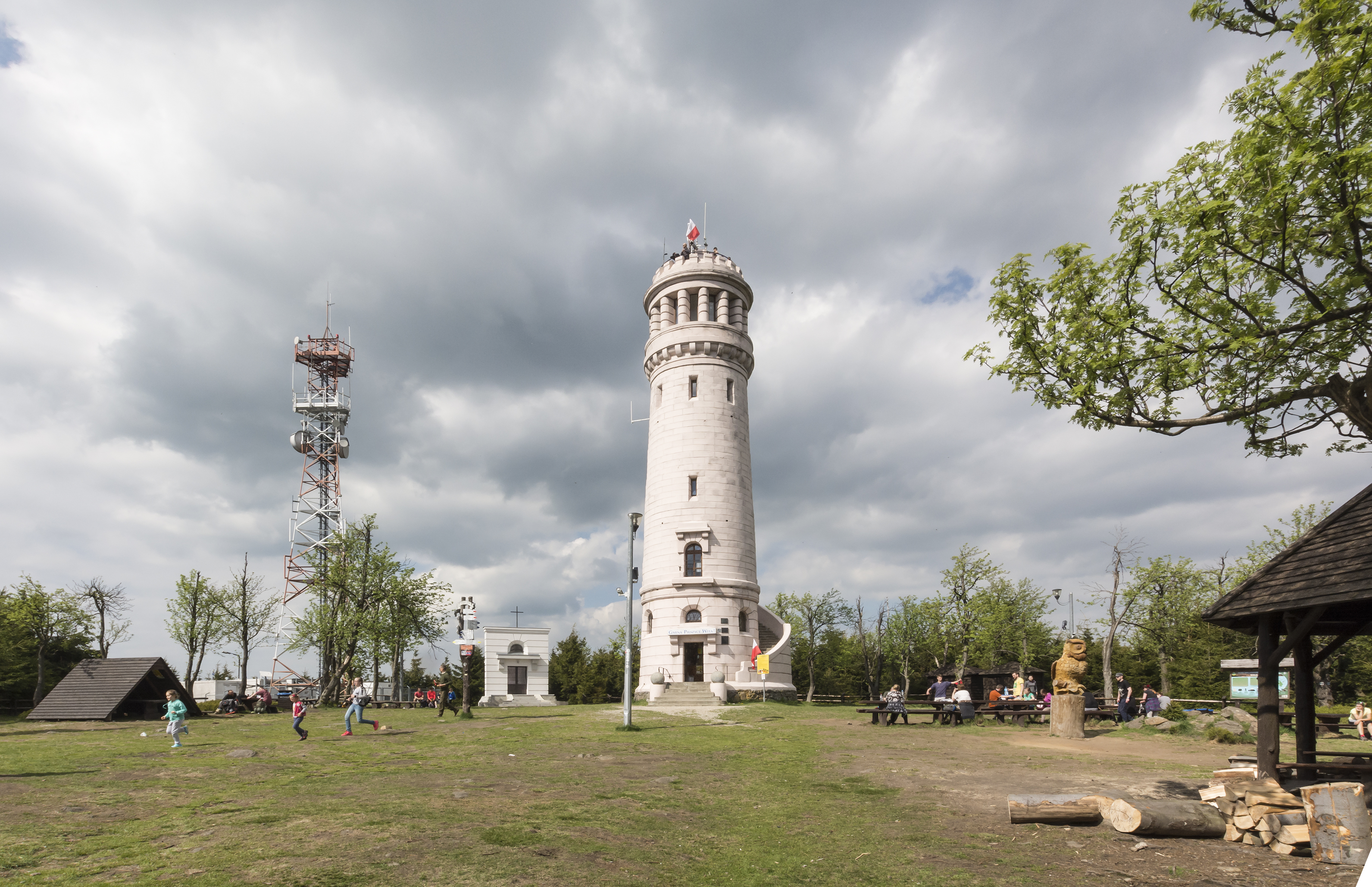
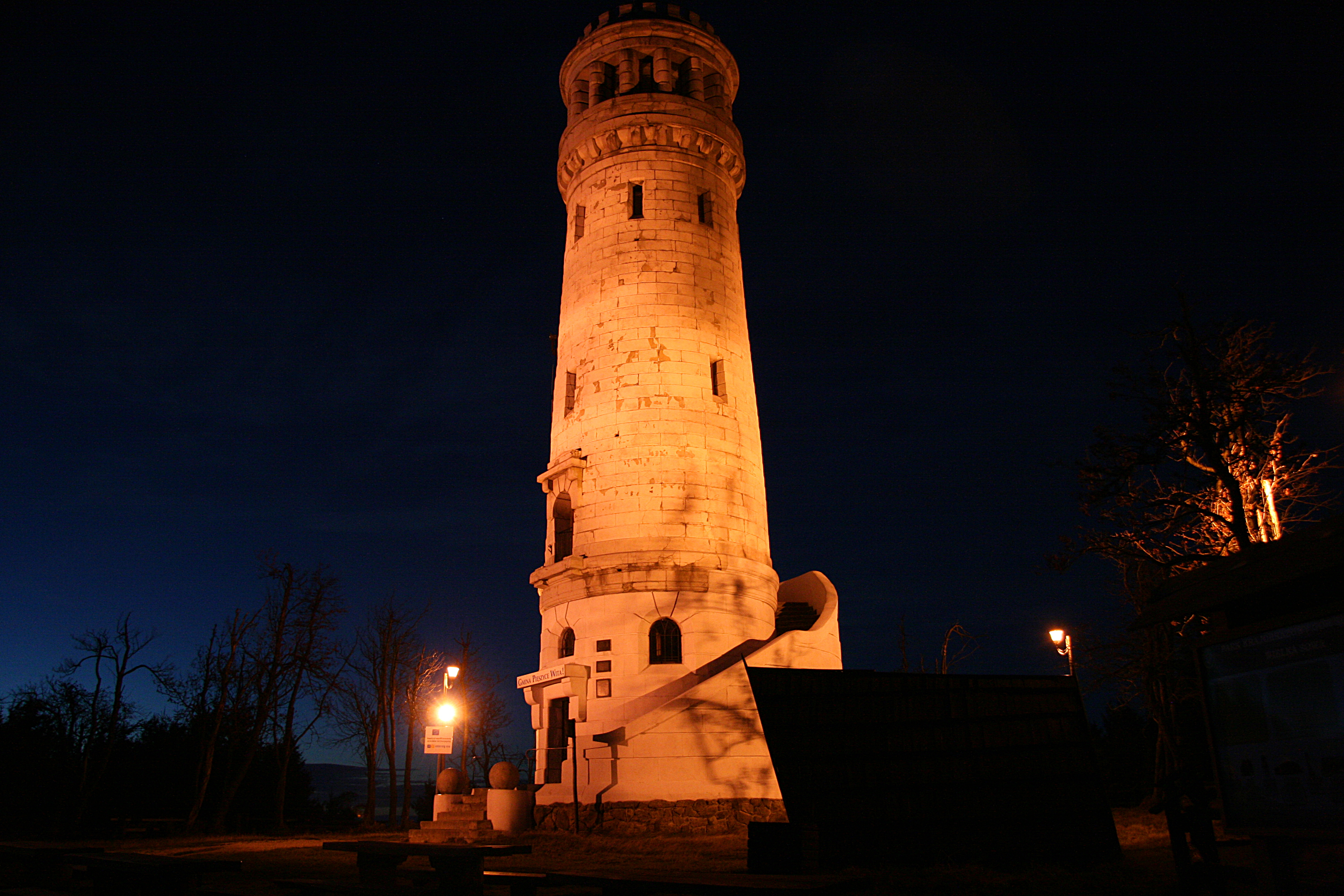
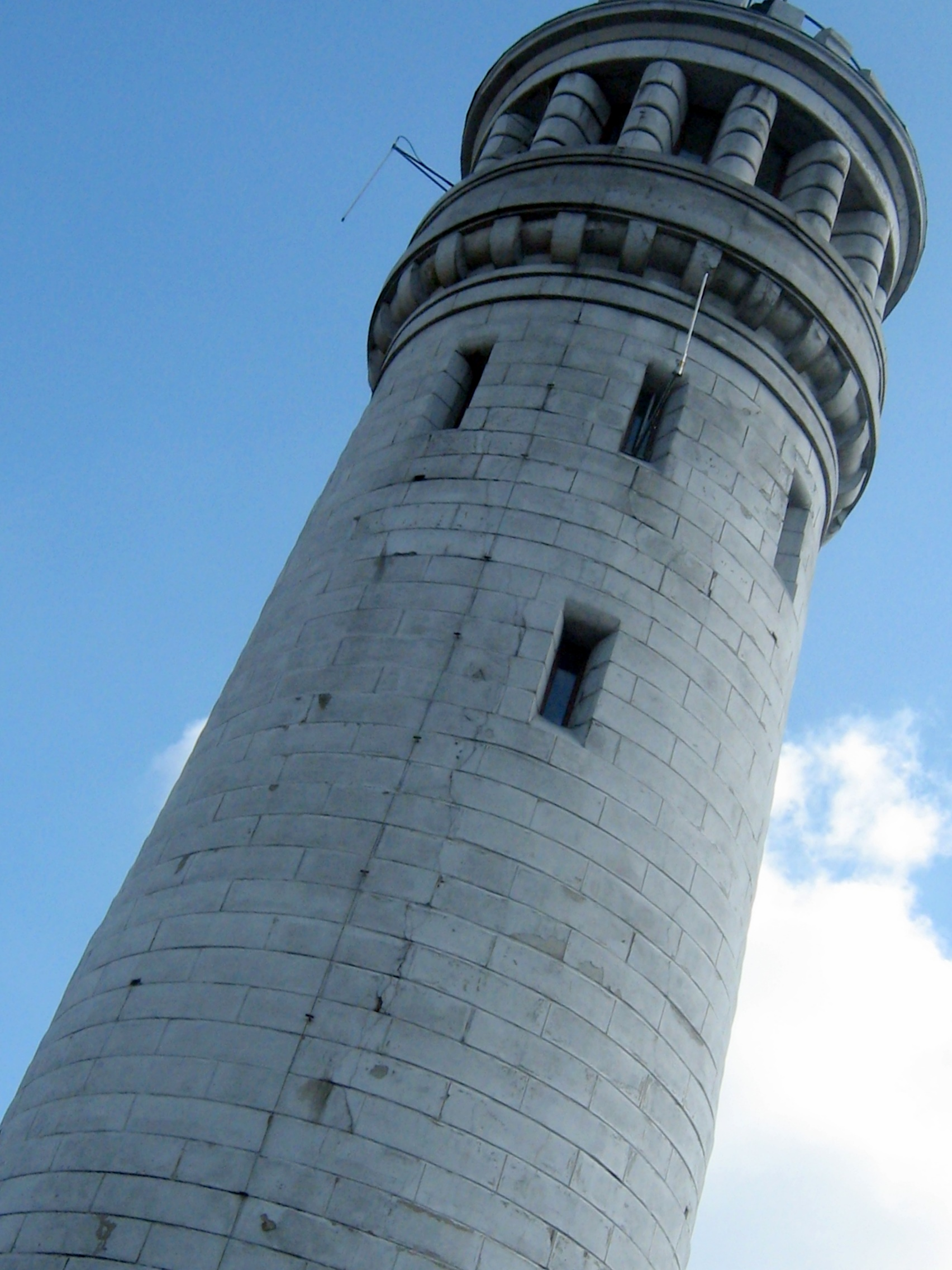
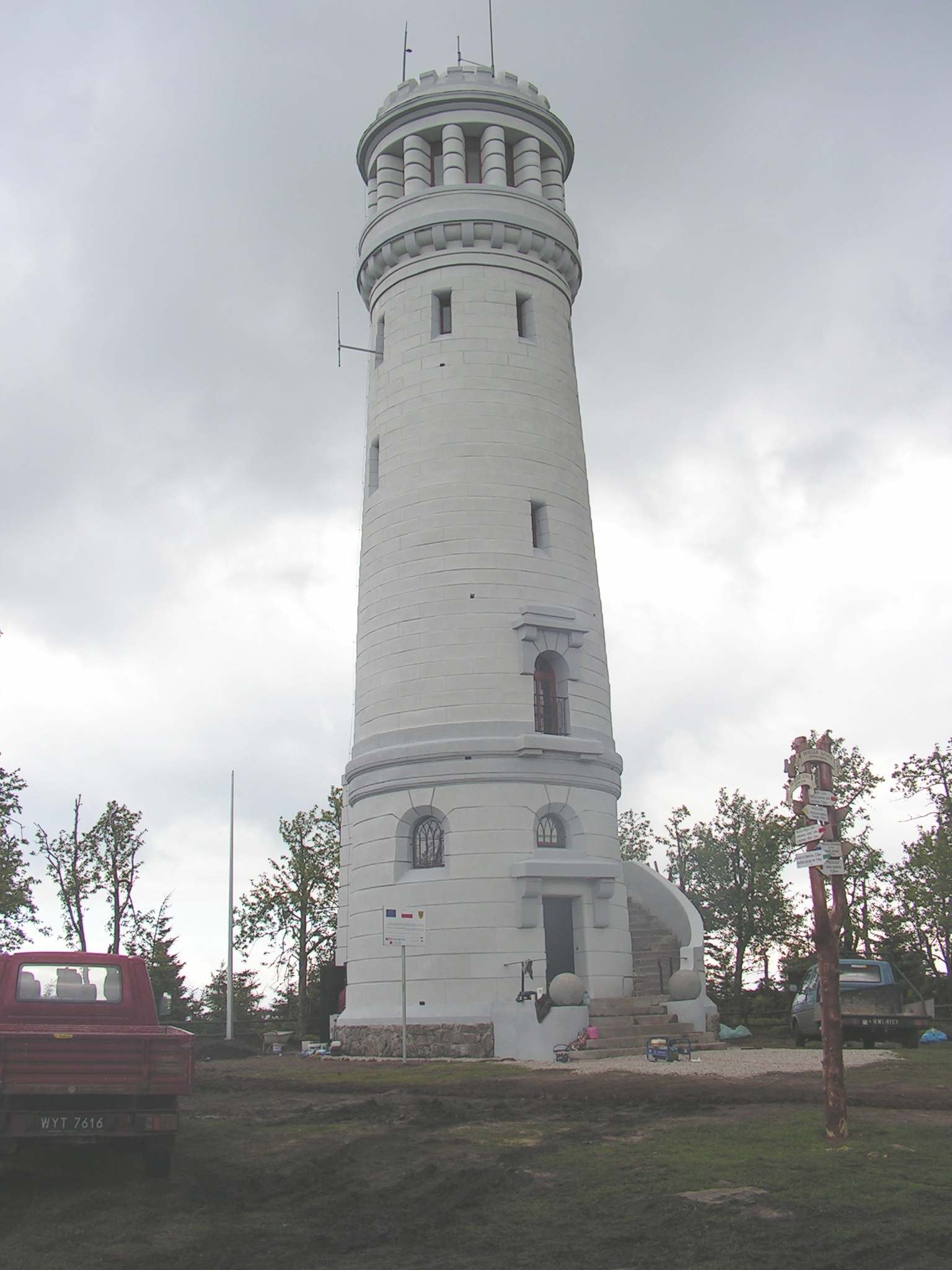